# Order Zasługi Wolnego Kraju Saksonii
Order Zasługi Wolnego Kraju Saksonii (niem.: Der Verdienstorden des Freistaates Sachsen) – odznaczenie za zasługi dla kraju związkowego RFN Saksonii.

## Historia
Order został ustanowiony 17 grudnia 1996 roku przez landtag kraju Saksonia jako nagroda za wybitną działalność społeczną, kulturalną lub gospodarczą dla dobra Saksonii i jej ludności. Nadawany być może i obywatelom własnym i cudzoziemskim. Długoletnia służba państwowa bez szczególnych osiągnięć lub działalność gospodarcza we własnej firmie nie uprawniają same w sobie do otrzymania odznaczenia. Wnioski o nadanie, kierowane do prezesa landtagu lub do ministrów poszczególnych resortów rządu krajowego, składać może każdy obywatel. Prezes Rady Ministrów, który po zaopiniowaniu wniosków nadaje Order Zasługi, i prezes landtagu posiadają order z racji urzędu. Order może posiadać najwyżej 500 żyjących odznaczonych. Do roku 2006 order otrzymało 145 osób, wśród nich 21 kobiet, żyje 127 posiadaczy.

## Insygnium
Oznaka jednoklasowego orderu, bardzo przypominająca dawny królewsko-saski Order Zasługi Cywilnej, to emaliowany obustronnie na biało krzyż maltański z zieloną bordiurą i złotym obramowaniem. W medalionie środkowym awersu znajduje się tzw. "Ruciany herb Saksonii" (niem.: Das sächsische Rautenkranzwappen), w medalionie rewersu złoty napis "Für Verdienste" ("Za zasługi") w zielonym polu, otoczony napisem "Freistaat Sachsen" ("Wolny Kraj Saksonia"), na dolnym ramieniu rewersu krzyża znajduje się data "1996". Order noszony jest na białej wstędze z wąskimi obustronnymi złotymi i szerokimi zielonymi bordiurami, przez mężczyzn na szyi, przez kobiety na damskiej kokardzie pod lewym ramieniem poniżej obojczyka.